# 이종성 (별)
이종성(exotic star)은 별난 물질(전자, 양성자, 중성자 또는 뮤온으로 구성되지 않은 물질)로 구성되고 축퇴압 또는 기타 양자 특성에 의한 중력 붕괴에 대비하여 균형을 이루는 가상의 밀집성이다.
이종성의 유형은 다음과 같다.
- 쿼크별(쿼크로 구성됨)
- 이상한 별(기묘쿼크 물질, 업, 다운, 기묘쿼크의 응축물로 구성됨)
- § 프레온 별(가설 입자이자 쿼크의 "구성 요소"인 프리온으로 구성된 추측 물질은 쿼크가 구성 하위 입자로 분해될 수 있어야 함).

제안된 다양한 유형의 이종성 중에서 가장 잘 입증되고 이해되는 것은 쿼크별이다.
뉴턴 역학에서는 방출된 모든 빛을 가둘 수 있을 만큼 밀도가 높은 물체를 일반 상대성 이론의 블랙홀과 달리 암흑별(dark star)이라고 부른다. 그러나 암흑물질로부터 에너지를 얻은 가상의 고대 "별"에도 동일한 이름이 사용된다.
이종성은 대체로 이론적이다. 부분적으로는 그러한 형태의 물질이 어떻게 행동할 수 있는지 자세히 테스트하기가 어렵기 때문이고, 부분적으로는 중력파 천문학이라는 신생 기술 이전에는 방출하지 않는 우주 물체를 탐지하는 만족스러운 수단이 없었기 때문이다. 이러한 성질의 새로운 우주 물체를 알려진 물체와 구별하여 검증하는 것은 아직 불가능하다. 그러한 객체에 대한 후보는 관찰 가능한 속성에서 얻은 간접적인 증거를 기반으로 식별되는 경우가 있다.

## 같이 보기
- 별난 물질
- 글루볼
- Q별
- 쿼시 별